# Angrobia dulvertonensis
Angrobia dulvertonensis foi uma espécie de gastrópodes da família Hydrobiidae.
Foi endémica da Austrália.